# Adventure's End
Adventure's End è un film del 1937 diretto da Arthur Lubin.
È un film d'avventura statunitense con John Wayne, Diana Gibson e Montagu Love ambientato su una nave che viaggia per i mari del Sud.

## Produzione
Il film, diretto da Arthur Lubin su una sceneggiatura di Ben Grauman Kohn, Scott Darling e Sidney Sutherland, fu prodotto da Trem Carr e Paul Malvern per la Universal Pictures e girato con un budget stimato in 90.000 dollari.

## Distribuzione
Il copyright del film, richiesto dalla Universal Pictures Co., fu registrato il 23 novembre 1937 con il numero LP7672.
Il film fu distribuito nelle sale Stati Uniti dal 5 dicembre 1937 dalla Universal Pictures.
Alcune delle uscite internazionali sono state:
- nel Regno Unito il 2 maggio 1938
- nei Paesi Bassi l'8 luglio 1938 (De zwerver der zee)
- in Danimarca il 21 novembre 1938 (Mytteri på hvalfangeren)
- in Portogallo il 31 maggio 1939 (A Revolta da Tripulação)
- in Germania (Der Schatz am Meeresgrund)
- in Belgio (Het einde van het avontuur e La fin de l'aventure)
- in Francia (Le testament du Capitaine Drew)
- in Austria (Nacht des Grauens)
- in Grecia (Thalassini peripeteia)